# حامد أحمدي (لاعب كرة قدم)
حامد أحمدي (بالفارسية: حمید احمدی) هو لاعب كرة قدم إيراني، ولد في 24 نوفمبر 1988 في الري في إيران. شارك مع منتخب إيران الوطني لكرة القدم داخل الصالات. أما مع النوادي، فقد لعب مع Tasisat Daryaei FSC ‏.

## وصلات خارجية
- حامد أحمدي على موقع الاتحاد الدولي (مؤرشف)  (الإنجليزية)